# In vitro
In vitro (latin "i glas") är en term som syftar på att levande mikroorganismer, celler eller biomolekyler studeras utanför sin normala biologiska kontext. In vitro studier görs traditionellt i provrör, kolvar, petriskålar samt mikrotiterplattor. Studier som utförs med hjälp av enskilda komponenter av en organism, vilka har isolerats från sin normala biologiska omgivning möjliggör en mer detaljerad eller i visa fall lämpligare analys än vad som kan göras med hela organismer. Resultat från in vitro-experiment kan dock inte helt eller exakt förutsäga effekterna på en hel organism. Till skillnad från in vitro-experiment är in vivo-studier de som utförs på levande organismer, inklusive människor, så kallade kliniska prövningar, och hela växter.

## Definition
In vitro-studier utförs med hjälp av komponenter i en organism vilka har isolerats från sin vanliga biologiska omgivning, såsom mikroorganismer, celler eller biologiska molekyler. Till exempel kan mikroorganismer eller celler studeras i artificiella odlingsmedier, och proteiner kan undersökas i lösningar. Dessa studier inom biologi, medicin och deras underdiscipliner görs traditionellt i provrör, kolvar, petriskålar etc.. De involverar nu hela skalan av tekniker som används inom molekylärbiologi, såsom omics.
Däremot kallas studier utförda på levande varelser (mikroorganismer, djur, människor eller hela växter) in vivo.

## Exempel
Exempel på in vitro-studier inkluderar: isolering, tillväxt och identifiering av celler som härrör från flercelliga organismer (i cell- eller vävnadsodling); subcellulära komponenter (t.ex. mitokondrier eller ribosomer); cellulära eller subcellulära extrakt (t.ex. vetegroddar eller retikulocytextrakt), renade molekyler (såsom proteiner, DNA eller RNA); och kommersiell produktion av antibiotika och andra farmaceutiska produkter. Virus, som endast replikerar sig i levande celler, studeras i laboratoriet i cell- eller vävnadsodling.
- Polymeraskedjereaktion är en metod för selektiv replikation av specifika DNA- och RNA-sekvenser i provet[10].
- Proteinrening innefattar isolering av ett specifikt protein av intresse från en komplex blandning av proteiner, ofta erhållna från homogeniserade celler eller vävnader[11].
- In vitro-fertilisering används för att låta spermatozoa befrukta ägg i en odlingsskål innan det resulterande embryot eller embryona implanteras i livmodern hos den blivande modern[12].
- In vitro-diagnostik avser ett brett spektrum av medicinska och veterinära laboratorietester som används för att diagnostisera sjukdomar och övervaka patienternas kliniska status med hjälp av prover av blod, celler eller andra vävnader som erhållits från en patient[13].
- In vitro-testning har använts för att karakterisera specifika adsorptions-, distributions-, metabolism- och utsöndringsprocesser för läkemedel eller allmänna kemikalier inuti en levande organism. till exempel kan Caco-2-cellexperiment utföras för att uppskatta absorptionen av föreningar genom slemhinnan i mag-tarmkanalen[14]. Fördelningen av föreningarna mellan organ kan bestämmas för att studera distributionsmekanismer[15]. Suspension eller pläterade kulturer av primära hepatocyter eller hepatocytliknande cellinjer (HepG2, HepaRG) kan användas för att studera och kvantifiera metabolismen av kemikalier[16]. Dessa ADME-processparametrar kan sedan integreras i så kallade "fysiologiskt baserade farmakokinetiska modeller" eller PBPK.

## Fördelar
In vitro-studier möjliggör en artspecifik, enklare, bekvämare och mer detaljerad analys än vad som kan göras med hela organismen. Precis som studier på hela djur i allt högre grad ersätter försök på människa, så ersätter in vitro-studier studier på hela djur.

### Enkelhet
Levande organismer är extremt komplexa funktionella system som består av åtminstone många tiotusentals gener, proteinmolekyler, RNA-molekyler, små organiska föreningar, oorganiska joner och komplex i en miljö som är rumsligt organiserad av membran, och i fallet med flercelliga organismer, organsystem.  Dessa otaliga komponenter interagerar med varandra och med sin miljö på ett sätt som bearbetar mat, tar bort avfall, flyttar komponenter till rätt plats och svarar på signalmolekyler, andra organismer, ljus, ljud, värme, smak, beröring och balans.
Denna komplexitet gör det svårt att identifiera interaktionerna mellan enskilda komponenter och att utforska deras grundläggande biologiska funktioner. In vitro-arbete förenklar systemet som studeras, så undersökaren kan fokusera på ett litet antal komponenter.
Till exempel skulle identiteten hos proteiner i immunsystemet (t.ex. antikroppar) och mekanismen genom vilken de känner igen och binder till främmande antigener förbli mycket oklara om inte för omfattande användning av in vitro-arbete för att isolera proteinerna, identifiera cellerna och generna som producerar dem, studera de fysikaliska egenskaperna hos deras interaktion med antigener, och identifiera hur dessa interaktioner leder till cellulära signaler som aktiverar andra komponenter i immunsystemet.

### Artspecificitet
En annan fördel med in vitro-metoder är att mänskliga celler kan studeras utan "extrapolering" från ett försöksdjurs cellulära svar .

### Bekvämlighet
In vitro-metoder kan minimaliseras och automatiseras, vilket ger screeningmetoder vilka genererar stora mängd data, för att testa molekyler inom farmakologi eller toxikologi. 

## Nackdelar
Den främsta nackdelen med in vitro studier är att det kan vara utmanande att extrapolera resultaten av in vitro experiment till den intakta organismen. Den som utför in vitro-studier måste vara noga med att undvika övertolkning av  resultaten, vilket kan leda till felaktiga slutsatser om organism- och systembiologi.
Till exempel kan forskare som utvecklar ett nytt viralt läkemedel för att behandla en infektion med ett patogent virus (t.ex. HIV-1) upptäcka att en läkemedelskandidat fungerar för att förhindra viral replikation i en in vitro-studie (vanligtvis i cellkultur). Men innan detta läkemedel används kliniskt måste det gå igenom en serie in vivo-prövningar för att avgöra om det är säkert och effektivt i intakta organismer (vanligtvis i följden små djur, primater och människor). Många gånger visar sig läkemedelskandidater som är effektiva in vitro vara ineffektiva in vivo på grund av problem förknippade med distribution av läkemedlet till de drabbade vävnaderna, toxicitet mot väsentliga delar av organismen som inte var representerade i de första in vitro-studierna eller andra frågor.

## In vitrotillin vivoextrapolering
Resultat erhållna från in vitro-experiment kan vanligtvis inte transponeras, som de är, för att förutsäga reaktionen av en hel organism in vivo. Att bygga ett konsekvent och pålitligt extrapoleringsförfarande från in vitro-resultat till in vivo är därför extremt viktigt. Lösningar inkluderar:
- Att öka komplexiteten hos in vitro-system för att reproducera vävnader och interaktioner mellan dem (som i "human on chip"-system)[27]
- Använda matematisk modellering för att numeriskt simulera beteendet hos det komplexa systemet, där in vitro-data ger modellparametervärden[28]

Dessa två tillvägagångssätt är inte oförenliga; bättre in vitro-system ger bättre data till matematiska modeller. Men allt mer sofistikerade in vitro-experiment samlar in allt fler, komplexa och utmanande data att integrera. Matematiska modeller, såsom systembiologiska modeller, är välbehövliga här.